# 豐當 (聖埃斯皮里圖州)
19°55′58″S 40°24′25″W / 19.93278°S 40.40694°W

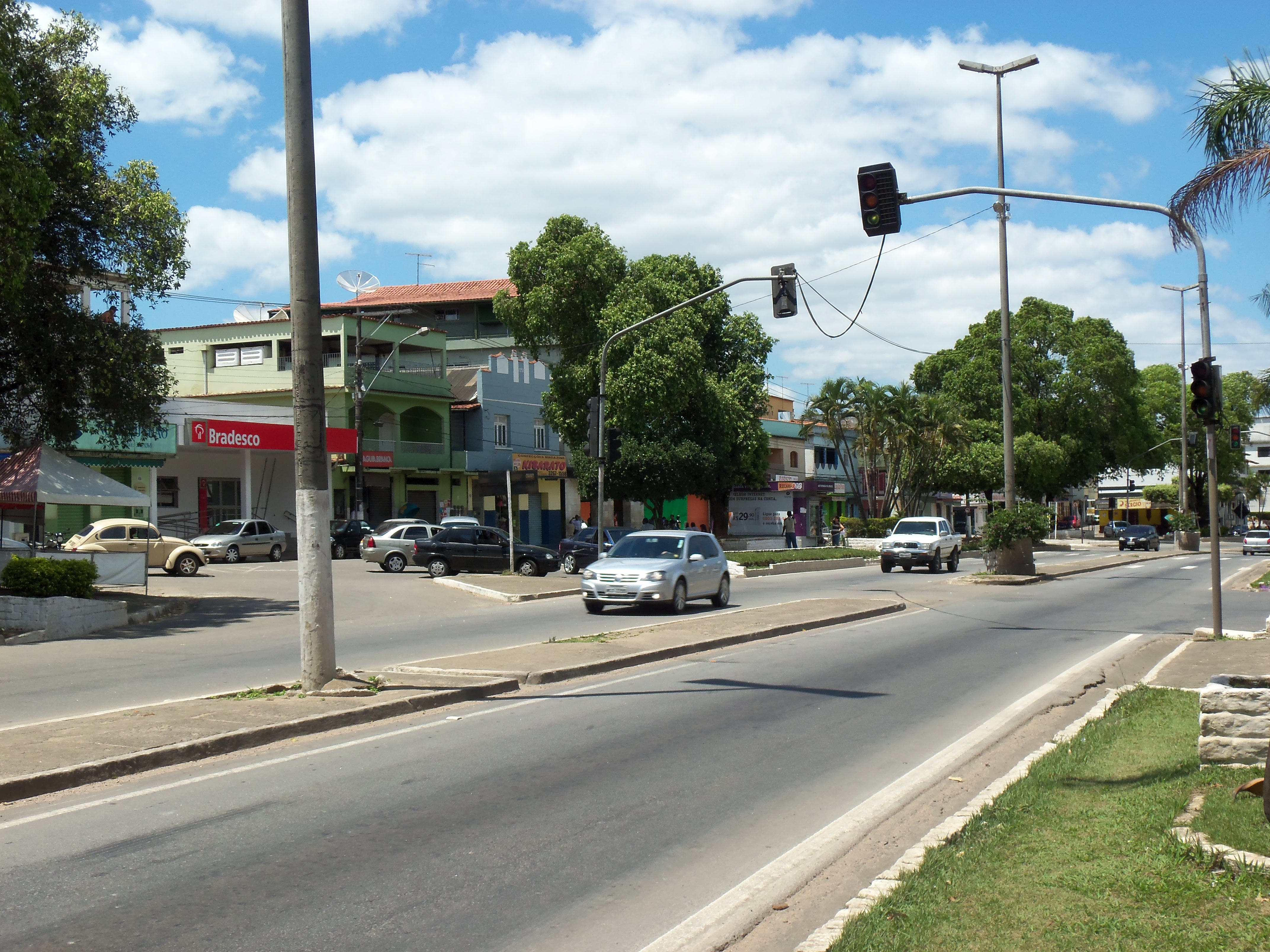
豐當

豐當（葡萄牙語：Fundão），是巴西的城鎮，位於該國東南部，由聖埃斯皮里圖州負責管轄，始建於1923年7月5日，面積279平方公里，海拔高度41米，2012年人口17,632，人口密度每平方公里63.05人。